# Список дипломатичних місій Казахстану
Список дипломатичних місій Казахстану — дипломатичні представництва Казахстану знаходяться в першу чергу в інших державах СНД, країнах Європи та Азії.

## Європа

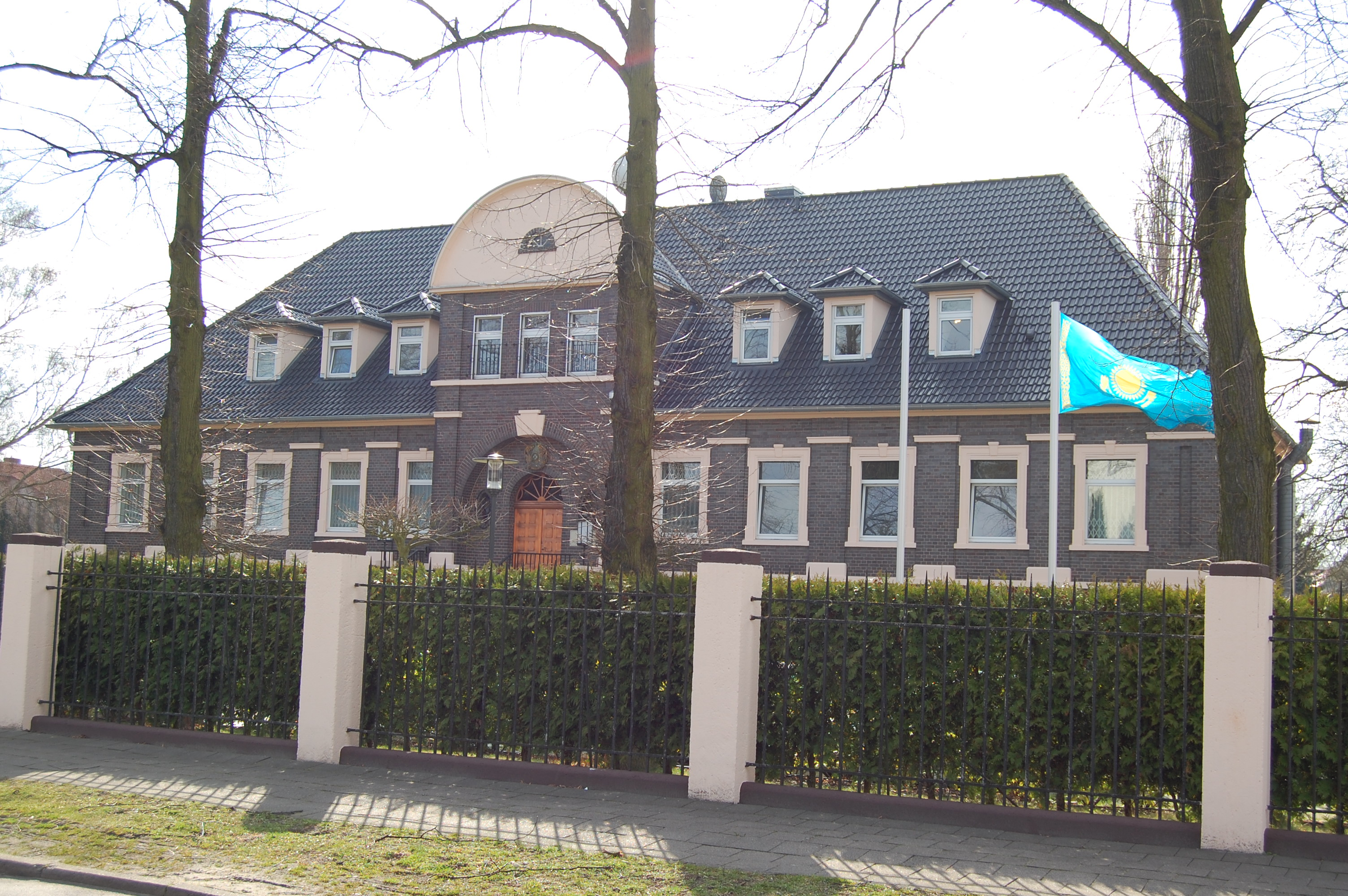
Посольство Казахстану в Берліні.

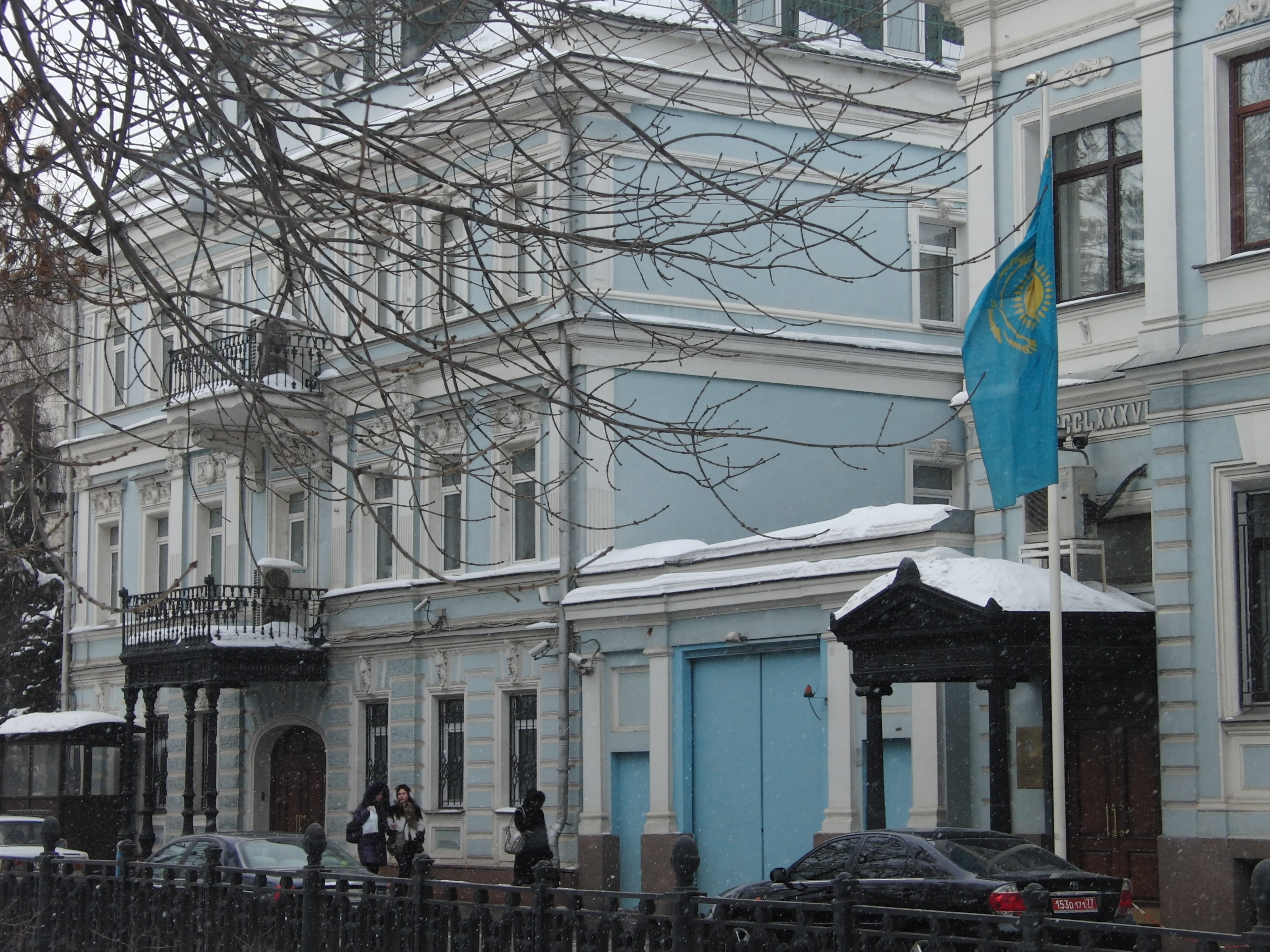
Посольство Казахстану в Москві

- Австрія, Відень (посольство)
- Азербайджан, Баку (посольство)
- Вірменія, Єреван (посольство)
- Білорусь, Мінськ (посольство)
- Бельгія, Брюссель (посольство)
- Болгарія, Софія (посольство)
- Хорватія, Загреб (консульство)
- Чехія, Прага (посольство)
- Франція, Париж (посольство)
- Фінляндія, Гельсінкі (посольство)
- Німеччина, Берлін (посольство)
  - Франкфурт-на-Майні (генеральне консульство)
  - Ганновер (консульство)
  - Мюнхен (консульство)
- Греція, Афіни (посольство)
- Грузія, Тбілісі (посольство)
- Угорщина, Будапешт (посольство)
- Італія, Рим (посольство)
- Латвія, Рига (консульство)
- Литва, Вільнюс (посольство)
- Молдова, Кишинів (посольство)
- Нідерланди, Гаага (посольство)
- Норвегія, Осло (посольство)
- Польща, Варшава (посольство)
- Румунія, Бухарест (посольство)
- Росія, Москва (посольство)
  - Санкт-Петербург (генеральне консульство)
  - Астрахань (консульство)
  - Омськ (консульство)
- Словаччина, Братислава (консульство)
- Іспанія, Мадрид (посольство)
- Швеція, Стокгольм (посольство)
- Швейцарія, Берн (посольство)
- Україна, Київ (посольство)
- Велика Британія, Лондон (посольство)
  - Абердін (консульство)

## Америка

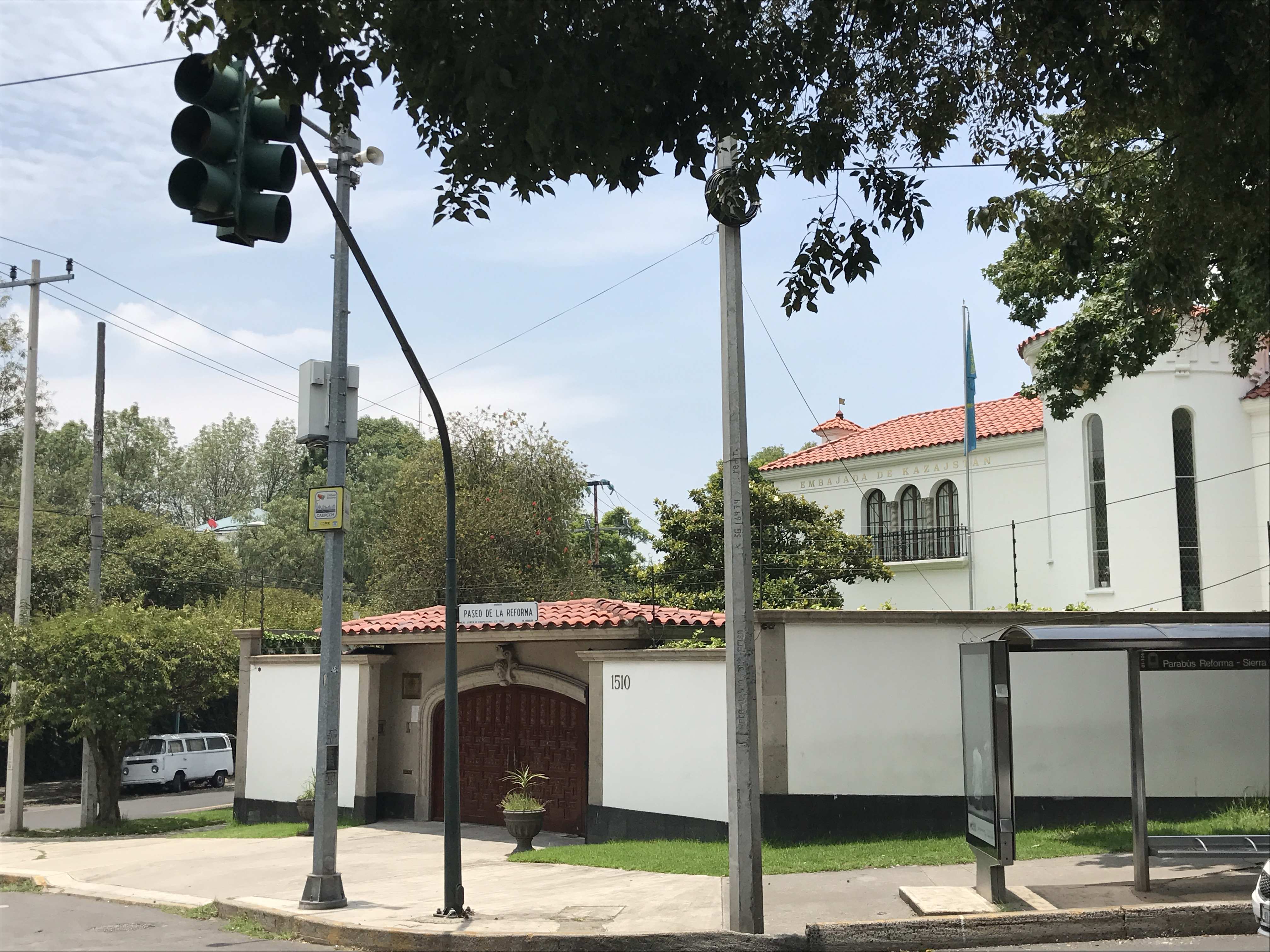
Посольство Казахстану в Мехіко.

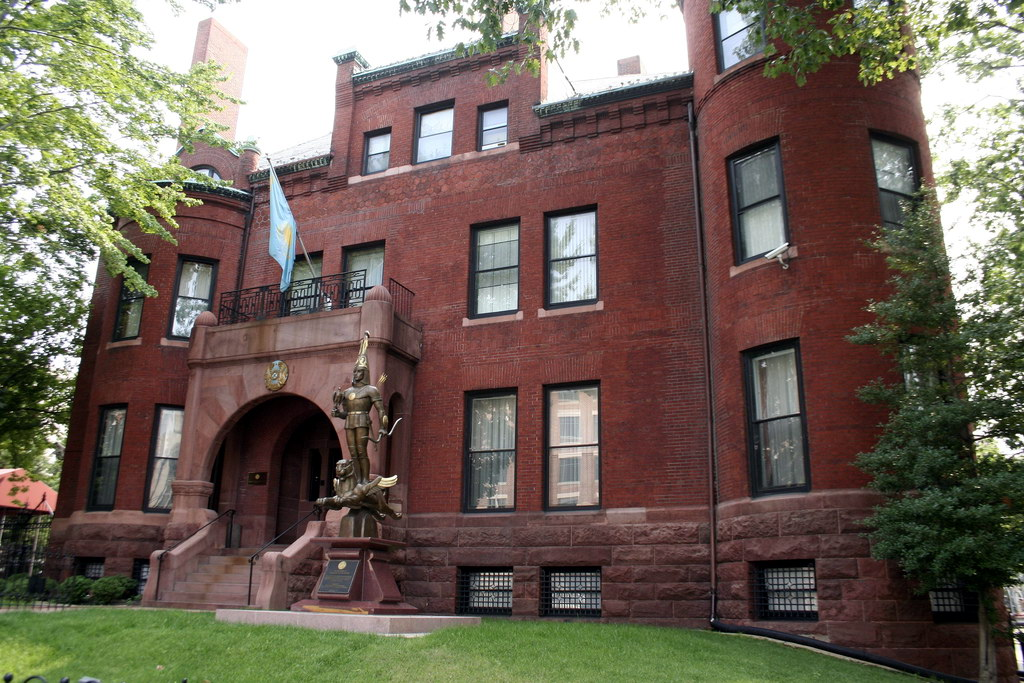
Посольство Казахстану у Вашингтоні, округ Колумбія

- Бразилія, Бразилія (посольство)
- Канада, Оттава (посольство)
  - Торонто (консульство)
- Куба, Гавана (консульство)
- , Мексика, Мехіко (посольство)
- США, Вашингтон (посольство)
  - Нью-Йорк (консульство)
  - Сан-Франциско (консульство)

## Африка
- Єгипет, Каїр (посольство)
- Лівія, Триполі (посольство)
- Ефіопія, Аддіс-Абеба (посольство)
- ПАР, Преторія (посольство)

## Близький та Середній Схід
- Іран, Тегеран (посольство)
  - Мешхед (консульство)
- Ізраїль, Тель-Авів (посольство)
- Йорданія, Амман (посольство)
- Ліван, Бейрут (посольство)
- Катар, Доха (посольство)
- Саудівська Аравія, Ер-Ріяд (посольство)
- Туреччина, Анкара (посольство)
  - Стамбул (консульство)
- Оман, Маскат (посольство)
- ОАЕ, Абу-Дабі (посольство)
  - Дубай (консульство)

## Азія

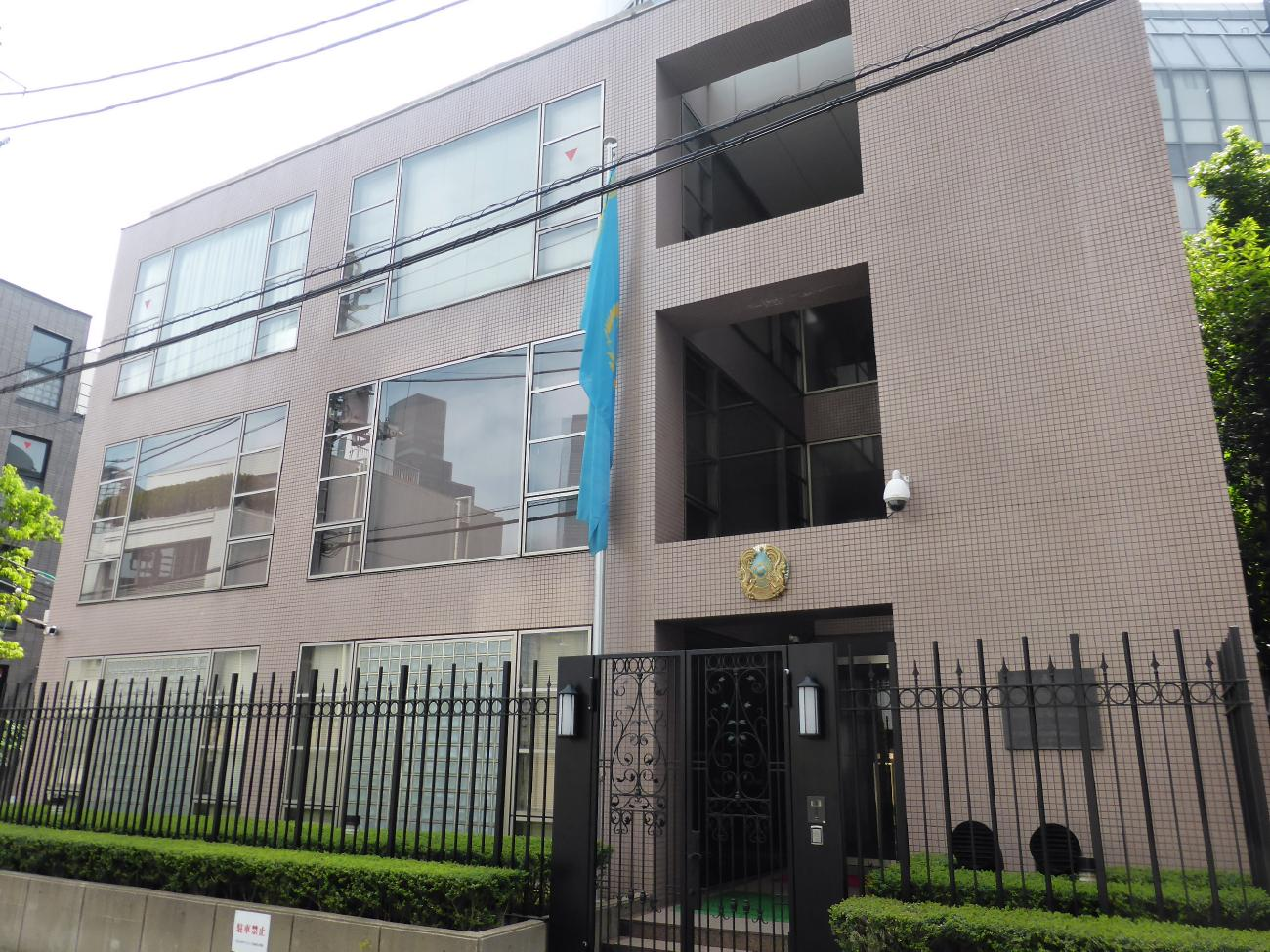
Посольство Казахстану в Токіо

- Афганістан, Кабул (посольство)
- Китай, Пекін (посольство)
  - Гонконг (генеральне консульство)
  - Шанхай (генеральне консульство)
- Індія, Нью-Делі (посольство)
- Японія, Токіо (посольство)
- Південна Корея, Сеул (посольство)
- Киргизька Республіка, Бішкек (посольство)
- Малайзія, Куала-Лумпур (посольство)
- Монголія, Улан-Батор (посольство)
- Оман, Маскат(посольство)
- Пакистан, Ісламабад(посольство)
- Сінгапур (посольство)
- Таїланд, Бангкок (посольство)
- Таджикистан, Душанбе (посольство)
- Туркменістан, Ашхабад (посольство)
- Узбекистан, Ташкент (посольство)
  - Самарканд (генеральне консульство)

## Міжнародні організації
- Женева (постійне представництво при установах ООН)
- Нью-Йорк (постійне представництво при ООН)
- Париж (постійне представництво при ЮНЕСКО)